# Toacris
Toacris is een geslacht van rechtvleugeligen uit de familie veldsprinkhanen (Acrididae). De wetenschappelijke naam van dit geslacht is voor het eerst geldig gepubliceerd in 1940 door Tinkham.

## Soorten
Het geslacht Toacris omvat de volgende soorten:
- Toacris gorochovi Storozhenko, 1992
- Toacris nanlingensis Liu & Yin, 1988
- Toacris shaloshanensis Tinkham, 1940
- Toacris yaoshanensis Tinkham, 1940